# Златна възможност
Златна възможност e американска романтична екшън комедия от 2008 г., режисирана от Анди Тенант, в която участват Матю Макконъхи, Кейт Хъдсън, Алексис Дазийна, Доналд Съдърланд, Рей Уинстън, Юън Бремнър и др. Продукцията представя историята на разведена двойка от съвременни търсачи на съкровища, които се впускат в приключение за намирането на легендарно съкровище от 18 век.

## Актьорски състав
Матю Макконъхи в ролята на Бен Финеган „Фин“

Кейт Хъдсън в ролята на Тес Финеган

Доналд Съдърланд в ролята на Найджъл Хъникат

Алексис Дазийна в ролята на Джема Хъникат

Рей Уинстън в ролята на Мо Фич

Кевин Харт в ролята на БигБъни (Големият Заек) Дийнз

Юън Бремнър в ролята на Алфонз

Брайън Хуукс в ролята на Къртис

Малкълм-Джамал Уорнър в ролята на Кордел

Майкъл Мюлерен в ролята на Еди

## Сюжет
Бен Финеган „Фин“ (Матю Макконъхи) е съвременен търсач на съкровища, който е обсебен от намирането на легендарно съкровище от 18 век, а именно безценното съкровище "Зестрата на кралицата", пренасяно от испанския галеон „Аурелия“, което се състои от 40 ковчежета изгубени в морето през 1715 г. Фин се впуска във вълнуващо приключение в търсенето на златното имане, което го събира с бившата му жена Тес (Кейт Хъдсън), както и с богаташа Найджъл Хъникат (Доналд Съдърланд) и чаровната му дъщеря Джема (Алексис Дазийна). Но те не са единствените, които преследват тази награда. Някогашният наставник на Фин - Мо Фич (Рей Уинстън) и безскрупулен местен гангстер, наричан Големият Заек (Кевин Харт) са решени да преследват Фин и търсеното от него испанско злато.